# Ibrahim Chabbouh
Ibrahim Chabbouh (arabe : إبراهيم شبّوح), également orthographié Brahim Chabouh, né le 30 avril 1933 à Kairouan, est un universitaire, archéologue et historien tunisien.

## Biographie
Après des études à l'université Zitouna, il obtient un doctorat de troisième cycle de l'université du Caire puis un doctorat d'État de l'université Panthéon-Sorbonne.
Directeur de recherche à l'Institut national du patrimoine de Tunis, directeur général de la Bibliothèque nationale de Tunisie (1988-1991) et président du comité national du Conseil international des monuments et des sites, il occupe par ailleurs le poste d'expert auprès l'Organisation arabe pour l'éducation, la culture et les sciences (ALESCO), puis celui de chargé de mission auprès du ministre tunisien des Affaires culturelles (1992-1995).
Membre de l'Académie tunisienne des sciences, des lettres et des arts, de Académie arabe de Damas, de l'Académie royale de Jordanie, il est également membre du conseil scientifique de la Fondation tunisienne pour la traduction, l'établissement des textes et les études, membre de la commission consultative pour l'attribution du prix tunisien pour les études islamiques, et directeur général de l'Institut royal Aal al-Bayt pour la pensée islamique (en).

## Décorations
- Commandeur de l'ordre de la République tunisienne (1974)[9] ;
- Première classe de l'ordre national du Mérite (Tunisie, 1990)[10] ;
- Première classe de l'ordre d'Al-Hussein ibn Ali (Jordanie, 2002)[2].

## Distinctions
- Prix tunisien des sciences humaines (1984)[2] ;
- Prix Aga Khan d'architecture (1992)[2] ;
- Grand prix de l'Association des archéologues arabes (1995)[5] ;
- Prix honorifique de l'Organisation arabe pour l'éducation, la culture et les sciences (2018)[11],[12].

## Publications
- (ar) Étude et édition critique du Kitab Al-Moujelast wa al-Mousayarat d'al-Qādī Nuʻmān (تحقيق كتاب المجالس و المسايرات), éd. Université de Tunis, Tunis, 1978
- (ar) La Mosquée des Trois Portes, dite d'Ibn Khayrun (مسجد ابن خيرون الأندلسي), éd. ALESCO, Tunis/Beyrouth, 1985
- (ar) Étude et conservation des manuscrits arabo-islamiques médiévales (صيانة و حفظ المخطوطات الاسلامية), éd. Al-Furqan Foundation, Londres, 1988
- (ar) Kairouan, études civilisationnelles (القيروان : دراسات حضارية), éd. Centre des études historiques, Amman, 1990
- (ar) Le château de Harthama ibn A'yan à Monastir (قصر هرثمة بن أعين بالمنستير، أصوله المعمارية و تأثيره على عمارة الربط في عصر بني الأغلب), éd. Centre des études historiques, Amman, 1992
- (ar) L'Art arabo-islamique (الفن العربي الإسلامي), éd. ALESCO, Tunis/Beyrouth, 1995
- (ar) Actes du colloque Al-Qāḍī al-Nu'mān (أعمال ملتقى القاضي النعمان) [sous la dir. de], éd. Centre des études historiques, Amman, 1997
- (ar) Étude et édition critique du livre des exemples d'Ibn Khaldoun (تحقيق كتاب العبر لابن خلدون), éd. Beït El Hikma, Carthage, 2019[13]